# Cyborg X
Cyborg X ist ein US-amerikanischer Actionfilm aus dem Jahr 2016, mit Eve Mauro und Danny Trejo in den Hauptrollen. Regie und Drehbuch führte K. King (eigentlich Kevin King).

## Handlung
Nachdem der größte Waffenhersteller der USA X-Corp von einem KI-Cybervirus gehackt wurde, müssen die Überlebenden gegen die Maschinen kämpfen, die von dem Virus kontrolliert werden. Es gelingt ihnen den Waffenhersteller selbst in ihre Reihen zu holen, und mit Waffengewalt und List verschaffen sie sich Zutritt zur wichtigen Steuerzentrale der feindlichen Maschinen und schalten diese mit der Vernichtung der Steuerzentrale aus.

## Produktion
Die Produktionskosten betrugen etwa eine Million US-Dollar. Der Film hatte am 12. Mai 2016 seine Premiere auf dem australischen Filmmarkt. In Deutschland kam er als Direct-to-Video am 20. April 2017 auf den Markt.

## Kritiken
20/20 Movie Reviews betrachtet den Film als einfaches Machwerk eines Exploitationfilms, dass sich an junge Männer richtet, die sich an dem Anblick waffenstarrender und vollbusiger Mädchen begeistern können. Und die Tatsache, dass es weit schlechtere Filme geben mag, heißt noch lange nicht, dass man ihn sich ansehen müsste.

## Auszeichnungen
- 2018: Best Sound Design Jacob Paul Proctor Utah Film Award[5]
- 2018: Best Music Score Christopher Doucet Utah Film Award